# Blinne Ni Ghrálaigh
Blinne Nessa Áine Ní Ghrálaigh est une avocate irlandaise qui travaille en Angleterre et en Irlande. Elle se spécialise dans les droits humains et le droit international.

## Jeunesse et éducation
Ní Ghrálaigh est élevée principalement à Londres par une famille irlandaise, sa mère étant originaire de Dublin et son père de Mayo. Elle s'intéresse au droit dès son plus jeune âge après avoir trouvé un pamphlet à propos de Majella O'Hare, une enfant de 12 ans abattue par un soldat britannique dans le comté d'Armagh en 1976. Elle étudie le français et le latin au Queens' College de Cambridge grâce à une bourse de la Fondation et obtient un baccalauréat ès arts (BA) en langues modernes et médiévales.
Après avoir obtenu son diplôme, Ní Ghrálaigh travaille pour un groupe de réflexion américain, pour une ONG et comme parajuriste pour un cabinet de défense des droits humains à Londres. On lui propose un poste d'observatrice juridique dans le cadre de l'enquête Bloody Sunday (en), ce qui l'incite à déménager à Derry pendant un an. À propos de cette expérience, Ní Ghrálaigh déclare en 2022 : « Ce fut un immense privilège de faire partie de ce processus juridique historique » et qu'elle reste amie avec un certain nombre de familles avec lesquelles elle a travaillé. Elle obtient ensuite un diplôme d'études supérieures en droit à l'université de Westminster et une maîtrise en droit (LLM) en études juridiques internationales à l'université de New York. Elle suit également un cours professionnel à la Inns of Court School of Law.

## Carrière
Ní Ghrálaigh rejoint Matrix Chambers en 2005, lorsqu'elle est admise au barreau d'Angleterre et du pays de Galles. Plus tard, elle est également admise au barreau d'Irlande du Nord en 2013 et au barreau d'Irlande en 2017. Elle est vice-présidente du comité des droits de la personne du barreau de 2014 à 2019. En 2016, elle est chercheuse invitée à la Harvard Law School.
Fin 2022 et début 2023, Ní Ghrálaigh est nommée conseillère du roi, et accueilli comme une New Silk par Lincoln's Inn. Toujours en 2022, elle est sélectionnée pour le titre d'avocat de l'année par The Lawyer et se classe troisième,.

## Cas notables
En 2015, Ní Ghrálaigh travaille sur l'affaire du génocide Croatie-Serbie devant la Cour internationale de Justice au nom de la Croatie, bien que les deux plaintes soient finalement rejetées. En 2017, elle obtient l’acquittement des militants Sam Walton et Dan Woodhouse, qui avaient été arrêtés pour avoir tenté de désarmer des avions Typhoon qu’ils croyaient destinés à l’Arabie Saoudite pour être utilisés pour bombarder le Yémen.
Ní Ghrálaigh travaille ensuite sur le procès Colston Four concernant le renversement de la statue de Colston par quatre manifestants à Bristol en 2020, représentant Rhian Graham. Le jury acquitte les manifestants en janvier 2022 et le Times nomme Ní Ghrálaigh Avocat de la semaine.
En 2023, elle travaille avec les Hooded Men, un groupe de 14 Irlandais victime de torture en détention en 1971 par le Service de police d'Irlande du Nord,. En juin de la même année, les victimes reçoivent des excuses officielles de la police nord-irlandaise.
En janvier 2024, Ní Ghrálaigh revient à la CIJ en tant que membre de l'équipe juridique représentant les procédures sud-africaines accusant Israël de génocide. Dans ses remarques, Ní Ghrálaigh affirme qu'il s'agit du « premier génocide de l'histoire » à être diffusé « en temps réel ». Elle s'était déjà rendue dans la bande de Gaza pour une enquête juridique à la suite de l'opération Plomb Durci en 2009. L'ambassadeur de Palestine en Irlande, Jilan Wahba Abdalmajid commente son intervention en notant : « Elle est irlandaise. Elle connait le sens de la colonisation, de la famine, de l'occupation et de l'oppression. »